# Смолински, Брайан
Бра́йан Э́нтони Смоли́нски (англ. Bryan Anthony Smolinski; род. 27 декабря 1971, Толидо, США) — американский хоккеист, центральный нападающий. Провел в НХЛ 15 сезонов, в которых сыграл 1055 матчей в регулярных чемпионатах и 123 матча в плей-офф. В составе сборной США обладатель Кубка мира 1996 года.

## Игровая карьера
С 1989 по 1993 год Брайан Смолински выступал в NCAA за Мичиганский университет, с которым в 1990 году стал чемпионом. На драфте 1990 года его в первом раунде выбрал «Бостон Брюинз», за который он дебютировал в 1993 году.
2 августа 1995 года «Бостон» обменял Смолински, нападающего Глена Мюррея и выбор в третьем раунде драфта 1996 года в «Питтсбург Пингвинз» на нападающих Кевина Стивенса и Шона Макэкерна.
17 ноября 1996 года «Питтсбург» обменял Смолински в «Нью-Йорк Айлендерс» на защитника Дарюса Каспарайтиса и нападающего Андреаса Юханссона.
20 июня 1999 года «Айлендерс» обменяли Смолински, нападающего Жигмунда Палффи, вратаря Марселя Кузино и выбор в четвёртом раунде драфта 1999 года, ранее полученный от «Нью-Джерси», в «Лос-Анджелес Кингз» на нападающих Олли Йокинена и Джоша Грина, защитника Мэтью Бирона и выбор в первом раунде драфта 1999 года.
11 марта 2003 года «Лос-Анджелес» обменял Смолински в «Оттава Сенаторз» на защитника Тима Глисона.
11 февраля 2005 года на время локаута Смолински стал игроком клуба ЮХЛ «Мотор-Сити Микэникс».
10 июля 2006 года «Оттава» обменяла Смолински и нападающего Мартина Гавлата в «Чикаго Блэкхокс» на защитников Михала Баринку и Тома Прайссинга, нападающего Джоша Хеннесси и выбор во втором раунде драфта 2008 года.
26 января 2007 года «Чикаго» обменял Смолински в «Ванкувер Кэнакс» на выбор во втором раунде драфта 2007 года.
2 июля 2007 года Смолински как свободный агент подписал контракт с «Монреаль Канадиенс».
25 февраля 2009 года Смолински стал игроком клуба ИХЛ «Порт-Гурон Айсхокс».
30 апреля 2009 года Смолински подписал пробный контракт с клубом АХЛ «Милуоки Эдмиралс».
2 ноября 2009 года Смолински как свободный агент подписал контракт с клубом ИХЛ «Флинт Дженералз».
Сын Брайана Макс (родился в 2003 году) играет защитником в юношеской команде «Литл Сизарс», которую тренирует отец.